# Fraser Stoddart
Sir James Fraser Stoddart FRS FRSE FRSC (født 24. maj 1942, død december 2024) var en skotsk-født amerikansk kemiker, der var Board of Trustees Professor of Chemistry og leder af Stoddart Mechanostereochemistry Group i Department of Chemistry på Northwestern University i USA.
Han arbejdede med supramolykær kemi og nanoteknologi. Stoddart udviklede en meget effektiv syntese til mekanisk sammensat molekylærarkitektur såsom molecular Borromean rings, catenaner og rotaxaner ved brug af molekylær genkendelse og molekylær selv-samlin. Han demonstrerede at disse topologier kan anvendes som molekylære kontakter. Hans forskningsgrupper anvendte sågar disse strukturer til fremstilling af nanoelektriske apparater og nanoelektromekaniske systemer (NEMS). Hans forskning blev anerkendt med adskillige priser, heriblandt King Faisal International Prize i Videnskab, som han modtog i 2007. I 2016 modtog han sammen med Ben Feringa og Jean-Pierre Sauvage nobelprisen i kemi for deres design og syntese af molekylære maskiner.
Han var gift med Norma Agnes Scholan fra 1968 til hendes død i 2004.